# Bojan Jorgačević
Bojan Jorgačević (in serbo Бојан Јоргачевић?; Belgrado, 12 febbraio 1982) è un ex calciatore serbo, di ruolo portiere.

## Carriera
Iniziò la carriera nell'FK Rad Belgrado ma venne ceduto in prestito prima al Rakovika e poi alla Dinamo Pančevo.
Tornato alla base nell'estate 2003, ha conquistato il posto di titolare, collezionando 24 presenze alla prima stagione.
Viene acquistato dal Gent nel luglio 2007, in sostituzione del veterano Frédéric Herpoel.
Ha debuttato in Jupiler League alla prima giornata della stagione 2007/2008, vittoria per 4-1 sul campo dell'R.E. Mouscron.
Nel novembre 2011 è stato acquistato dal Club Bruges per rimpiazzare l'infortunato Sven Dhoest.